# Lisbet Lund
Lisbet Margareta Lund-Schwela, född 23 december 1932 i Helsingfors, är en finländsk konstnär. 
Lund studerade 1949–1950 och 1954 vid Fria konstskolan, 1950–1953 vid Konstindustriella läroverket, 1965 som privatelev vid Finlands konstakademis skola och 1964 vid Det Kongelige Akademi for de Skønne Kunster i Köpenhamn. Hon inledde sin bana som målare och ställde ut första gången 1953, men har främst blivit känd som grafiker – debuterade som sådan 1966 – med metallgrafik som specialteknik och har ställt ut på talrika utställningar i hemlandet och utomlands. Snäckor och musslor har varit återkommande motiv i hennes grafikkonst, men hon har också med förkärlek tecknat bland annat fjärilar, insekter, blommor och kottar. I sina tidigare verk har hon skildrat bland annat maskerade människor, interiörer från gamla saluhallar och arkitektoniska detaljer. Vid sidan av grafiken och måleriet har Lund tecknat, arbetat på reklambyrå och verkat som scenograf 1953–1954. Hon har verkat som läroverkslärare i teckning och har också undervisat i grafik. 